# Gran Premio Città di Lugano 2019
Il Gran Premio Città di Lugano 2019, trentaseiesima edizione della corsa, valevole come evento dell'UCI Europe Tour 2019 categoria 1.1, si svolse il 9 giugno 2019 su un percorso di 179,2 km, con partenza e arrivo a Lugano, in Svizzera. La vittoria fu appannaggio dell'italiano Diego Ulissi, che completò il percorso in 4h43'36" alla media di 37,913 km/h precedendo il bielorusso Aljaksandr Rabušėnka e lo sloveno Matej Mohorič.
Al traguardo di Lugano 55 ciclisti, dei 103 alla partenza, portarono a termine la competizione.

## Squadre e corridori partecipanti
| N.    | Cod. | Squadra                       |
| ----- | ---- | ----------------------------- |
| 1-6   | TBM  | Bahrain-Merida                |
| 11-17 | UAD  | UAE Team Emirates             |
| 21-26 | MTS  | Mitchelton-Scott              |
| 31-37 | BRD  | Bardiani CSF                  |
| 41-47 | GAZ  | Gazprom-RusVelo               |
| 51-57 | ICA  | Israel Cycling Academy        |
| 61-67 | NIP  | Nippo-Vini Fantini-Faizanè    |
| 71-77 | NSK  | Neri Sottoli Selle Italia KTM |
| 81-86 | CPK  | Team Colpack                  |

| N.      | Cod. | Squadra                            |
| ------- | ---- | ---------------------------------- |
| 91-97   | BIC  | Biesse Carrera                     |
| 101-107 | IAM  | IAM Excelsior                      |
| 111-115 | BHP  | BeltramiTSA Hopplà Petroli Firenze |
| 121-127 | IRC  | Iseo Serrature-Rime-Carnovali      |
| 131-136 | AKT  | Akros-Thömus                       |
| 141-146 | VBG  | Team Vorarlberg Santic             |
| 151-156 | SRA  | Swiss Racing Academy               |
| 161-167 | AMO  | Amore & Vita-Prodir                |

## Ordine d'arrivo (Top 10)
| Pos. | Corridore            | Squadra      | Tempo    |
| ---- | -------------------- | ------------ | -------- |
| 1    | Diego Ulissi         | UAE          | 4h43'36" |
| 2    | Aljaksandr Rabušėnka | UAE          | s.t.     |
| 3    | Matej Mohorič        | Bahrain-Mer. | s.t.     |
| 4    | Patrick Schelling    | Vorarlberg   | s.t.     |
| 5    | Vincenzo Nibali      | Bahrain-Mer. | a 7"     |
| 6    | Giovanni Carboni     | Bardiani     | a 41"    |
| 7    | Tadej Pogačar        | UAE          | a 42"    |
| 8    | Simone Velasco       | Neri Sottoli | s.t.     |
| 9    | Kristian Sbaragli    | Israel       | s.t.     |
| 10   | Marco Tizza          | Amore & Vita | s.t.     |